# Gunnarella florenciae
Gunnarella florenciae là một loài thực vật có hoa trong họ Lan. Loài này được (N.Hallé) Senghas mô tả khoa học đầu tiên năm 1988.